# Ħamrun Spartans Football Club
Maillots
Actualités
Le Ħamrun Spartans Football Club est un club maltais de football basé à Ħamrun, fondé en 1907.

## Historique
- 1907 : fondation du club sous le nom de Ħamrun Spartans FC
- 1918 : le club est renommé Ħamrun United
- 1919 : le club est renommé Ħamrun Spartans FC
- 1921 : le club est renommé Ħamrun Lions
- 1922 : le club est renommé Ħamrun Spartans FC
- 1983 : 1re participation à une Coupe d'Europe (C1, saison 1983/1984)

## Bilan sportif

### Palmarès
- Championnat de Malte (11)
  - Champion : 1914, 1918, 1947, 1983, 1987, 1988, 1991, 2021, 2023, 2024 et 2025
  - Vice-champion : 1912, 1913, 1915, 1919, 1920, 1948, 1949, 1950, 1952, 1985 et 1993

- Coupe de Malte (6)
  - Vainqueur : 1983, 1984, 1987, 1988, 1989 et 1992
  - Finaliste : 1946, 1969 et 1995

- Supercoupe de Malte (7)
  - Vainqueur : 1987, 1988, 1989, 1990, 1992, 2023 et 2024

- Championnat de Malte de football D2 (3)
  - Champion : 2000, 2005, 2007
  - Vice-champion : 2016

### Bilan européen
Note : dans les résultats ci-dessous, le score du club est toujours donné en premier
| Saison    | Compétition               | Tour                | Club              | Domicile | Extérieur | Total               |
| --------- | ------------------------- | ------------------- | ----------------- | -------- | --------- | ------------------- |
| 1983-1984 | Coupe des clubs champions | Seizièmes de finale | Dundee United     | 0 - 3    | 0 - 3     | 0 - 6               |
| 1984-1985 | Coupe des coupes          | Seizièmes de finale | Ballymena United  | 2 - 1    | 1 - 0     | 3 - 1               |
| 1984-1985 | Coupe des coupes          | Huitièmes de finale | Dynamo Moscou     | 0 - 1    | 0 - 5     | 0 - 6               |
| 1985-1986 | Coupe UEFA                | Premier tour        | Dinamo Tirana     | 0 - 0    | 0 - 1     | 0 - 1               |
| 1987-1988 | Coupe des clubs champions | Seizièmes de finale | Rapid Vienne      | 0 - 1    | 0 - 6     | 0 - 7               |
| 1988-1989 | Coupe des clubs champions | Seizièmes de finale | 17 Nëntori Tirana | 2 - 1    | 0 - 2     | 2 - 3               |
| 1989-1990 | Coupe des coupes          | Seizièmes de finale | Real Valladolid   | 0 - 1    | 0 - 5     | 0 - 6               |
| 1991-1992 | Coupe des clubs champions | Seizièmes de finale | Benfica Lisbonne  | 0 - 6    | 0 - 4     | 0 - 10              |
| 1992-1993 | Coupe des coupes          | Seizièmes de finale | NK Maribor        | 2 - 1    | 0 - 4     | 2 - 5               |
| 2022-2023 | Ligue Europa Conférence   | Premier tour Q      | Alashkert FC      | 4 - 1    | 0 - 1     | 4 - 2               |
| 2022-2023 | Ligue Europa Conférence   | Deuxième tour Q     | Velež Mostar      | 1 - 0    | 1 - 0     | 2 - 0               |
| 2022-2023 | Ligue Europa Conférence   | Troisième tour Q    | Levskia Sofia     | 0 - 1    | 2 - 1 ap  | 2 - 2 (4 - 1 tab)   |
| 2022-2023 | Ligue Europa Conférence   | Barrages Q          | Partizan Belgrade | 3 - 3    | 1 - 4     | 4 - 7               |
| 2023-2024 | Ligue des champions       | Premier tour Q      | Maccabi Haïfa     | 0 - 4    | 1 - 2     | 1 - 6               |
| 2023-2024 | Ligue Europa Conférence   | Deuxième tour Q     | Dinamo Tbilissi   | 2 - 1    | 1 - 0     | 3 - 1               |
| 2023-2024 | Ligue Europa Conférence   | Troisième tour Q    | Ferencváros TC    | 1 - 6    | 1 - 2     | 2 - 8               |
| 2024-2025 | Ligue des champions       | Premier tour Q      | Lincoln Red Imps  | 0 - 1    | 1 - 0 ap  | 1 - 1 (4 - 5 tab)   |
| 2024-2025 | Ligue Conférence          | Deuxième tour Q     | KF Ballkani       | 0 - 2    | 0 - 0     | 0 - 2               |
| 2025-2026 | Ligue des champions       | Premier tour Q      | Žalgiris Vilnius  | 2 - 0 ap | 0 - 2     | 2 - 2 (11 - 10 tab) |
| 2025-2026 | Ligue des champions       | Deuxième tour Q     | Dynamo Kiev       | 0 - 3    | 0 - 3     | 0 - 6               |
| 2025-2026 | Ligue Europa              | Troisième tour Q    | Maccabi Tel Aviv  | 1 - 2    | 1 - 3     | 2 - 5               |
| 2025-2026 | Ligue Conférence          | Barrages Q          | FK RFS            | -        | -         | -                   |

Légende
- Victoire ou qualification pour le tour suivant
- Match nul
- Défaite ou élimination de la compétition

## Entraîneurs
- 2019-2020 :  Giovanni Tedesco
- 2019-févr. 2020 :  Manuele Blasi
- Févr. 2020- :  Andrea Ciaramella